# Tetragoneura cordillerana
Tetragoneura cordillerana är en tvåvingeart som beskrevs av Duret 1982. Tetragoneura cordillerana ingår i släktet Tetragoneura och familjen svampmyggor. Inga underarter finns listade i Catalogue of Life.